# Натухаевский сельский округ
Натухаевский сельский округ — административно-территориальная единица города Новороссийска.
Административный центр — станица Натухаевская.

## Современный статус
Натухаевский сельский округ, как сельские округа в целом, в ОКАТО и также Уставе Новороссийска числится в подчинении администрации города Новороссийска. В Росстате учитывается в подчинении Приморского района.
Согласно информации с официального сайта, округ находится в подчинении Новороссийского района города Новороссийска.

## Населённые пункты
Согласно ОКАТО и Уставу:
- станица Натухаевская,
- хутор Ленинский Путь,
- хутор Семигорский.

Помимо того, по информации с официального сайта в округ входит хутор Победа (официально в составе Раевского сельского округа).

### Упразднённые населённые пункты
Атакай — упразднённый в 1967 году хутор.